# La Loi, le combat d'une femme pour toutes les femmes
Pour les articles homonymes, voir Loi (homonymie).
Pour plus de détails, voir Fiche technique et Distribution.
La Loi, le combat d'une femme pour toutes les femmes est un téléfilm français réalisé par Christian Faure et diffusé en 2014. Il retrace les quatre jours de débats précédant le vote de la loi Veil, du nom de la ministre de la santé Simone Veil. Cette loi, adoptée par l'Assemblée nationale le 29 novembre 1974, dépénalise l'interruption volontaire de grossesse. Ce téléfilm est diffusé sur France 2 lors d'une soirée spéciale commémorant le 40e anniversaire de cette loi.

## Synopsis
Il retrace les quatre jours de débats précédant le vote de la loi Veil, du nom de la ministre de la santé Simone Veil. Cette loi, adoptée par l'Assemblée nationale le 29 novembre 1974 et adoptée en 75, dépénalise l'interruption volontaire de grossesse. Bien que minoritaire dans son camp (la droite est contre l’avortement), Simone Veil va relever le défi, affronter, négocier avec les politiques, le clergé.

## Fiche technique
Sauf indication contraire, les informations mentionnées dans cette section peuvent être confirmées par la base de données cinématographiques IMDb,  présente dans la section « Liens externes ».
- Titre : La Loi, le combat d'une femme pour toutes les femmes
- Réalisation : Christian Faure
- Scénario : Fanny Burdino, Samuel Doux et Mazarine Pingeot
- Production : David Kodsi
- Musique : Charles Court
- Sociétés de production : K'IEN Productions, France Télévision, SofiTVciné 2
- Pays d’origine : France
- Langue : Français
- Durée : 1 h 29
- Genre : Film historique, film biographique
- Date de diffusion :
  -  France : 26 novembre 2014 sur France 2

## Distribution
- Emmanuelle Devos : Simone Veil
- Lionel Abelanski : Antoine Veil
- Lorànt Deutsch : Dominique Le Vert
- Laure Killing : Françoise Giroud
- Flore Bonaventura : Diane Riestrof
- Lannick Gautry : Rémy Bourdon
- Michel Jonasz : Gaston Defferre
- Michaël Cohen : Jacques Chirac
- Éric Naggar : Michel Debré
- Olivier Pagès : Jean Lecanuet
- Aurélia Petit : Marceline Loridan-Ivens
- Alain Stern : Michel Poniatowski
- Émilie Caen : Marie-France Garaud
- Bernard Menez : Eugène Claudius-Petit
- Philippe Uchan : Charles Pasqua
- Jean-Paul Comart : Pierre Juillet
- Patrick Haudecœur : Jean-Marie Daillet
- Frédéric Norbert : Robert Ballanger
- Olivier Claverie : Jean Foyer
- Laurent Claret : Edgar Faure
- Stephan Wojtowicz : le rédacteur en chef de L'Express
- Anne Girouard : Myriam
- Patrick d'Assumçao : Lucien Neuwirth

## Accueil critique
- Emmanuelle Touraine, Télé 7 Jours : « Tel un thriller haletant où Simone Veil tiendrait le premier rôle, La Loi retrace avec brio les trois jours d'un combat acharné où rien ne semblait gagné d'avance. Malgré les insultes et les calomnies, Simone Veil, campée par une Emmanuelle Devos remarquable, n'a jamais fléchi »[2].
- La famille de Simone Veil a critiqué la minimisation du rôle d'Antoine Veil dans cet épisode, le faisant passer pour un homme « falot »[3].

## Lieux de tournage
- 7e arrondissement de Paris :
  - Palais Bourbon ;
  - Rue de l'Université.

## Distinctions
- Sélection aux Globes de Cristal 2015
- Sélection aux Nymphes d'Or 2015[4]